# Werner Corrales
Werner Corrales Leal (Caracas, 4 de mayo de 1941) es un ingeniero, diplomático y profesor venezolano, quien fue jefe de Cordiplan (1994-1995) y ministro de Fomento (1995-1996) durante el segundo gobierno de Rafael Caldera.

## Carrera
Corrales se graduó en la Universidad Central de Venezuela (UCV) como ingeniero. Ha sido consultor de la Comisión Económica para América Latina y el Caribe (CEPAL).
Fue jefe de Cordiplan (1994-1995) y ministro de Fomento (1995-1996) durante el segundo gobierno de Rafael Caldera.
Es individuo de número de la Academia Nacional de la Ingeniería y el Hábitat desde marzo de 2018.

## Vida personal
Estuvo casado con Tanya Miquilena, hija de Luis Miquilena, desde 1981 hasta que ella falleciera en 2016.